# Systems in Blue
Systems in Blue — немецкая поп-группа, состоящая из Михаэля Шольца, Рольфа Кёлера и Дэтлефа Видэке. Её участники, бывшие бэк-вокалисты групп Modern Talking, C.C. Catch и Blue System — один из самых успешных немецких студийных хоров 1980—1990-х годов. Их характерные фальцеты придавали особое звучание песням этих групп.
За всю карьеру было выпущено 4 студийных альбома, 2 мини-альбома, 22 сингла и 5 сборников. 

## История

### 2003 — 2008
Группа была основана в 2003 году исполнителями совместно с продюсером и автором песен Томасом Видратом. Название было придумано на основе сольного проекта Дитера Болена Blue System. Первым синглом группы стала композиция «Magic Mystery» 2004 года, по структуре напоминающая звучание песни Blue System «Magic Symphony». 
Через год группа выпустила первый альбом «Point Of No Return». С момента выхода дебютного альбома, у System in Blue начинается бурная концертная деятельность, их приглашают выступать во многих телешоу и интервью. В том же 2004 году был выпущен второй сингл с дебютного альбома группы под названием «Winner». Композиция была так же выпущена в формате CD. 
В 2005 году выпустили еще два сингла с первого альбома - «Point Of No Return» и «Sexy Ann». Так же поклонников ожидал релиз новой композиции группы -  «System In Blue». 
В этом же году состоялось сотрудничество группы с известной немецкой певицей Пэтти Райан. Вместе они записали два сингла - «One Summer Night In Moscow» и «Should I Stay - Should I Go».  
В 2006 году группа выпустила новый сингл «1001 Nights», на который они сняли свой первый и единственный клип. В том же году было выпущено промо-издание альбома Point Of No Return для Франции. 
В 2007 году был выпущен пятый сингл с первого альбома группы под названием Voodoo Queen. 
В марте 2007 года Systems In Blue начинали работу над вторым альбомом. Параллельно они продюсировали альбом Марка Эшли. 16 сентября 2007 года, незадолго до окончания работы над обоими альбомами, умер Рольф Кёлер, главный исполнитель и лидер группы. С ноября Шольц и Видэке продолжили работу над альбомами. Релиз второго альбома «Out Of The Blue» состоялся 21 марта 2008 года.

### 2008 — 2020
В 2008 году участники System In Blue начали сотрудничество с немецким певцом Марком Эшли. Вместе они записали альбом «Heartbreak Boulevard». После выпуска альбома «Out Of The Blue» System In Blue на время приостановили концертную деятельность до 2013 года. 
В 2013 году к группе присоединился Олаф Зенкбайл. В новом составе группа дала свой первый большой концерт в Германии, где исполнили как ранее выпущенные песни, так и песни со второго альбома. После этого группа начала гастролировать по Германии, Франции, Италии, России, а так же странам Восточной Европы. 
Через три года после прихода Олафа Зенкбайла в коллектив, группа выпустила третий мини-альбом Back In Blue, в котором содержаться ремиксы на ранее выпущенные композиции и несколько новых песен. 
В 2017 году вышел третий студийный альбом группы Melange Bleu. В поддержку альбома были выпущены синглы «Take It Like a Man», «She's A Gambler» и «There's No Heart — Special 80's Maxi Single». 
В 2020 году группу выпускает четвёртый студийный альбом Blue Universe. Вскоре после релиза Олаф Зенкбайл покидает группу. 

### 2021 — н.в.
На смену ушедшему из группы Олафу Зенкбайлу в 2021 году приходит Михаэль Бакенс. 
В новом составе группа выпускает сингл «LOOK UP» 2022 года. Композиция была выпущена в формате CD. Через несколько месяцев группа выпустила второе издание композиции, аранжировку к которой написал итальянский англоязычный музыкант Тони Эббейт, являющийся продюсером, композитором и участником дуэта Spatial Vox.  
В начале июля 2023 года группа объявила о работе над новым синглом под названием «Aquarius». Релиз был назначен на 28 июля. 8 июля на YouTube был опубликован отрывок из композиции. Поклонники отметили, что проигрыш песни «Aquarius» очень сильно напоминает мелодию из хита Modern Talking «Cheri Cheri Lady». В целом «Aquarius» получил хорошие отзывы фанатов и занял 2 место в европейском хит-параде NEW GENERATION DISCO на Top80s Radio.    
7 ноября Михаэль Шольц и Олаф Зенкбайл дали концерт в Лиме, где исполнили самые известные песни группы, а так же более новые композиции такие как «LOOK UP» и «Aquarius».     
В феврале 2024 года стало известно о выходе нового сборника группы под названием «Anthology 2003-2023». Релиз состоялся 15 марта. В сборник были включены все синглы группы, выпущенные за 20 лет существования проекта.      
В настоящее время Systems In Blue - это трио, состоящее из Михаэля Шольца, Дэтлефа Видэке и Михаэля Бакенса. 

## Участники
- Рольф Кёлер (с 2003 до своей смерти в 2007 году)
- Михаэль Шольц (2003 — настоящее время)
- Детлеф Видеке (2003 — настоящее время)
- Михаэль Бакенс (2022 — настоящее время)
- Олаф Зенкбайл (2013 — 2020)

## Дискография

### Студийные альбомы
- 2005 — Point Of No Return
- 2008 — Out Of The Blue (№ 60 Amazon)
- 2017 — Melange Bleu
- 2020 — Blue Universe

### Мини-альбомы
- 2015 — Back In Blue

- 2019 — Blue Horizons

### Синглы
- 2004 — Magic Mystery (№ 12 Maxi, № 1 European Dance Charts)
- 2004 — Winner
- 2004 — Winner (Fan-CD)
- 2005 — One Summer Night In Moscow (feat.  Пэтти Райан)
- 2005 — Should I Stay - Should I Go (feat.  Пэтти Райан)
- 2005 — Point Of No Return
- 2005 — System In Blue (Fan-CD)
- 2005 — Sexy Ann (Fan-CD)
- 2006 — 1001 Nights
- 2006 — Point Of No Return (промоальбом для Франции)
- 2007 — Voodoo Queen
- 2008 — Dr. No
- 2008 — Jeannie Moviestar (совместно с М. Эшли; Fan-CD)
- 2017 — Take It Like a Man
- 2017 — She's A Gambler
- 2018 — There's No Heart — Special 80's Maxi Single (12" Vinyl)
- 2020 — Play For Me The Melody Of Love
- 2021 — Don't Walk Into the Light
- 2021 — Don't Walk Into the Light (The Systems In Blue Contest Remixes)
- 2022 — Look up
- 2022 — Look up (Special Versions by Tony Abbate from Spatial Vox)
- 2023 — Aquarius (№ 2 Top80s Radio)

### Сборники
- 2009 — Heaven & Hell — The Mixes
- 2010 — The Big Blue Megamix
- 2011 — Symphony in blue
- 2012 — Voices From Beyond
- 2024 — Anthology 2003-2023

## Другие проекты
После разрыва контракта с Дитером Боленом в 2000 году, участники проекта System in Blue записали пародийный сингл «Its Haahd Se Dieter Tuh Bie» на немецком языке под именем Dieter Talking. Так же в 2007 году после смерти вокалиста группы Рольфа Келера, оставшие участники стали сначала выступать как Talking System, выпустив сингл (In My) Backstreet Heaven.  
В 2020 году Михаэль Шольц, Детлэф Витеке и Олаф Зенкбайл как Talking System выпустили альбом «DJ Master - Traxx Remixes», в котором были заново аранжированные и спетые ими же хиты Modern Talking, Blue System и новая композиция «Football Is the Game».